# Бюйссон (лунный кратер)
Кратер Бюйссон (лат. Buisson) — крупный ударный кратер находящийся в экваториальной области на обратной стороне Луны. Название присвоено в честь французского физика Анри Бюиссона (1873—1944) и утверждено Международным астрономическим союзом в 1970 г.

## Описание кратера

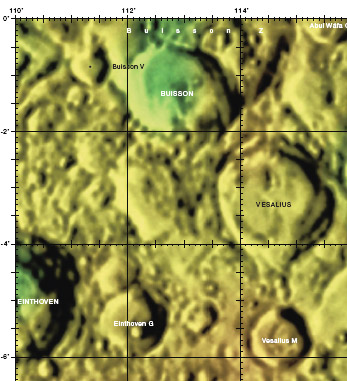
Фрагмент карты LAC-83.

Ближайшими соседями кратера являются кратер Фирсов на севере, кратеры Абу-ль-Вафа и Ктесибий на северо-востоке, кратер Эйнтховен на юго-западе и кратер Везалий на юго-востоке. На юго-востоке от кратера находится яркая вихреподобная структура. Селенографические координаты центра кратера 1°28′ ю. ш. 112°57′ в. д. / 1,47° ю. ш. 112,95° в. д., диаметр 61,3 км, глубина 2,4 км.
Кратер умеренно разрушен, наиболее низкой является северная часть вала. Высота вала над окружающей местностью 1180 м, объем кратера составляет 2600 км³.. Дно чаши кратера сравнительно ровное, в центре чаши располагается небольшой хребет. Юго-восточная часть чаши слегка приподнята.
Кратер находится на расстоянии 500 км от кратера Менделеев на востоке и приблизительно на таком же расстоянии от Моря Смита на западе. Местность где находится кратер высокая, возможно образованная породами выброшенными при импакте образовавшем кратер Менделеев.

## Сателлитные кратеры
| Бюйссон | Координаты                                            | Диаметр, км |
| ------- | ----------------------------------------------------- | ----------- |
| V       | 0°46′ ю. ш. 111°21′ в. д. / 0,77° ю. ш. 111,35° в. д. | 24,4        |
| X       | 1°24′ с. ш. 112°05′ в. д. / 1,4° с. ш. 112,09° в. д.  | 19,3        |
| Y       | 1°07′ с. ш. 113°05′ з. д. / 1,12° с. ш. 113,08° з. д. | 35,8        |
| Z       | 0°08′ с. ш. 113°17′ з. д. / 0,13° с. ш. 113,29° з. д. | 115,0       |

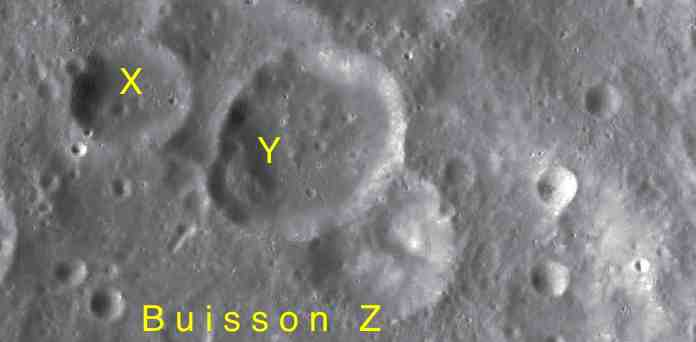
Фрагмент карты LAC-65.

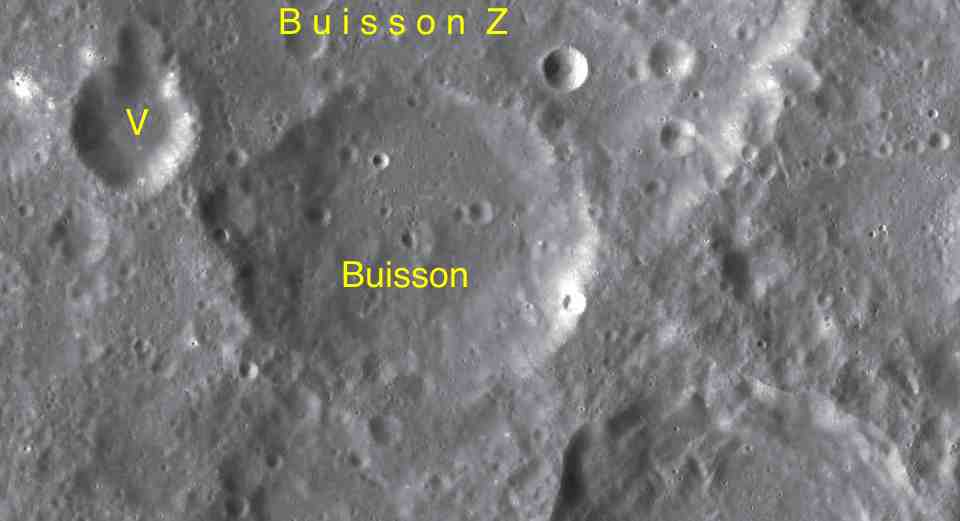
Фрагмент карты LAC-83.

- Образование сателлитного кратера Бюйссон Y относится к нектарскому периоду[3].
- Образование сателлитного кратера Бюйссон Z относится к донектарскому периоду[3].